# 佩德罗·阿布雷乌·多斯桑托斯
佩德罗·阿布雷乌·多斯桑托斯（葡萄牙語：Pedro Abreu dos Santos，1997年6月20日—），又称佩德罗（Pedro），生于里约热内卢，巴西男子足球运动员，司职前锋，現效力於巴甲球隊法林明高，巴西國家足球隊成員。2020年加入成年国家队。他曾代表巴西参加2022年国际足联世界杯。